# Elio Rubens
Elio Rubens (Ciudad Bolívar, Venezuela, 26 de septiembre de 1938-27 de septiembre de 1999) fue un actor venezolano de televisión, nacido en Ciudad Bolívar, conocido por haber protagonizado telenovelas en la década de los 70 del siglo 20, ente ellas el primer seriado a color de Venezuela, Doña Barbara de 1974, con la actriz Marina Baura, adaptación de la novela homónima del escritor Rómulo Gallegos.

## Biografía
Nacido en Ciudad Bolívar, dejó los estudios a los 16 años de edad para dedicarse al teatro en su ciudad natal, trasladándose posteriormente a Caracas, para iniciarse en el teatro universitario de la mano de Juana Sujo. Con Román Chalbaud fue fundador del grupo teatral Techo de la Ballena. A inicios de la década de los 60 del siglo pasado, comienza su trayectoria en la televisión venezolana, contratado por Radio Caracas Televisión (RCTV). 
En el año 1972, obtiene su primer papel protagónico en la telenovela La Italianita, que fue seguido de otras protagonizaciones en Corazón de Madre con Lila Morillo, La Indomable con Marina Baura, ambas de 1973, y de la exitosa adaptación de Doña Bárbara, también con Marina Baura, de 1974. A finales de esa década, pasó a formar parte de la plantilla actoral de Venezolana de Televisión VTV, donde realizó Una Mujer con Pasado, en 1977; La Dama de Blanco, en 1978; y La Malvada, en 1979. 
En la siguiente década se retiró de la televisión, retornando a la actuación a principios de los noventa, para actuar en la telenovela Cara Sucia, en 1992. Su último proyecto protagónico fue en la película Historia vulgar de Venezuela, que no pudo ser terminada, al perderse el material en un incendio en las instalaciones de Bolívar Films.

## Filmografía

### Cine
- 1964. Isla de sal
- 1965. Me ha gustado un hombre

### Televisión

#### Telenovelas
- 1964. Historia de tres hermanas (RCTV)
- 1964. El amor tiene cara de mujer (CVTV)
- 1965. Los Urdaneta (CVTV)
- 1968. El engaño (RCTV)
- 1969. Corazón de madre (RCTV) ... Gustavo
- 1970. Cristina (RCTV) ... Gerardo
- 1971. La usurpadora ... Manuel
- 1972. La doña (RCTV) ... Darío
- 1972. Regina Carbonell (RCTV)
- 1972. La indomable (RCTV) ... Octavio Narváez
- 1973. La italianita (RCTV) ... Carlos Augusto
- 1976. El regreso (VTV) ... Fernando Andrade
- 1976. Una mujer con pasado (VTV)
- 1977. La dama de blanco (VTV)
- 1977. Ríe payaso, ríe (VTV)
- 1977. Ondina (VTV)
- 1978. La malvada (VTV)
- 1979. María José, oficios de hogar (Venevisión)
- 1981. Querida Alicia (Venevisión)
- 1981. María Fernanda (Venevisión) ... Ricardo
- 1983. La otra mujer (Venevisión) ... Daniel
- 1984. Julia (Venevisión)
- 1989. La iluminada (VTV)
- 1989. La sustituta (VTV)
- 1992. Cara sucia (Venevisión) ... Leonardo Montenegro

#### Series y miniseries
- 1974. Doña Bárbara (RCTV) ... Santos Luzardo
- 1977. María Diabla (VTV) ... Fernando Fuenmayor
- 1982. Las tres caras de Eva (Venevisión) ... Dr. Luther
- 1984. El boxeador (Venevisión)

#### Películas para TV
- 1981. Andrés Bello (Venevisión) ... Andrés Bello